# Amelie Schoenenwald

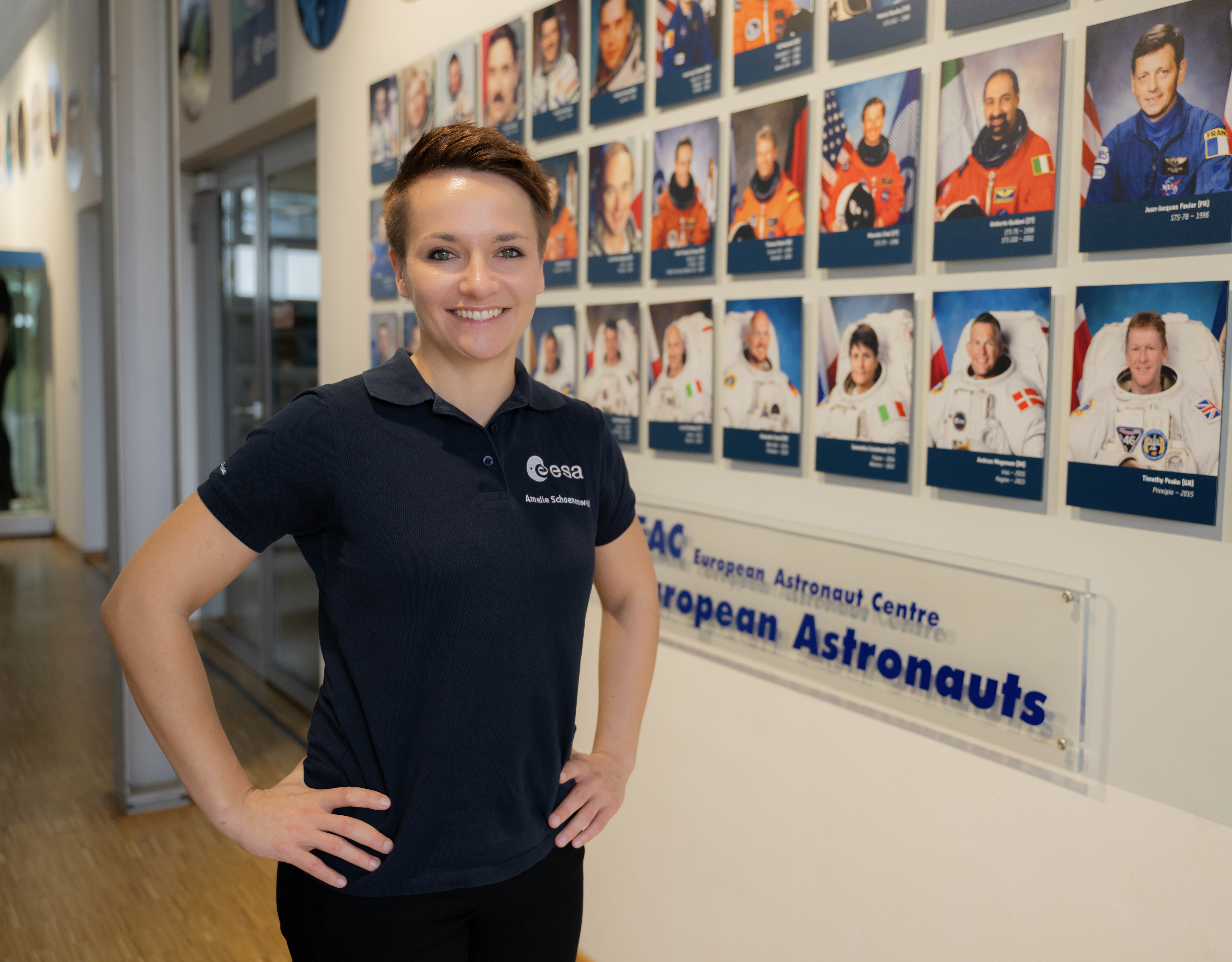
Amelie Schoenenwald im Europäischen Astronautenzentrum in Köln (2024)

Amelie Karin Josephine Schoenenwald (* 5. Oktober 1989 in Landau an der Isar) ist eine deutsche Biochemikerin, Biotechnologin und eine der elf Reserve-Astronauten der ESA.

## Ausbildung
Sie absolvierte zwischen 2009 und 2015 an der Technischen Universität München (TUM) ein Bachelorstudium in Molekularer Biotechnologie sowie ein Masterstudium in Industrieller Biotechnologie und ein Masterstudium in Biochemie. 2014 wurde sie mit dem TUM Deutschlandstipendium gefördert. Danach folgte ein vierjähriges Promotionsstudium in Integrativer Strukturbiologie an der Medizinischen Universität Wien. 2020 schloss sie ihre Forschungsarbeit in Strukturbiologie, Virologie und Immunologie unter Betreuung von Timothy Skern mit der Arbeit „Engineering specific antibodies for Usutu virus“ ab. 2021 folgte ein Masterabschluss in Management, Leadership und Entrepreneurship (MBA) am Collège des ingénieurs in München, Paris und Turin. Neben Deutsch spricht Amelie fließend Englisch, Französisch und Spanisch und sie verfügt über Grundkenntnisse in Norwegisch, Hebräisch und Portugiesisch.

## Berufliche Tätigkeiten
Während ihres Promotionsstudiums in Wien war sie wissenschaftliche Projektleiterin in den Max Perutz Labs Vienna, Singapur und Israel. Ihre Forschungsarbeit führten sie in die USA, Mozambique und weitere europäische Länder. 2020 arbeitete sie als Proteinwissenschaftlerin bei einem Biotech-Startup und als externe Beraterin an einer österreichisch-deutschen Privatuniversität. Sie arbeitet zurzeit als wissenschaftliche Projektleiterin auf dem Gebiet der seltenen immunologischen Erkrankungen bei GlaxoSmithKline (GSK). In ihrer Freizeit wirkt sie bei namhaften Veranstaltungen und Paneldiskussion mit (z. B. Keynote beim InnoNation Festival 2024).

## Auswahl als Astronautin
2016 kam sie unter die finalen 30 von anfänglich etwa 450 Kandidatinnen in dem privaten Raumflugprogramm  Die Astronautin, mit dem damals beabsichtigt war, eine erste deutsche Astronautin zur  Internationalen Raumstation zu senden. Am 23. November 2022 wurde sie aus einem Bewerberpool von 22.500 Kandidaten als Reserve-Mitglied des Astronautenkorps der Europäischen Weltraumorganisation ausgewählt. Im Oktober 2024 begann sie ihr erstes von drei Zweimonats-Astronauten-Reserve-Trainingsprogrammen im European Astronaut Center (EAC) der ESA in Köln, mit dem sie darauf vorbereitet wird, wissenschaftliche Experimente im Weltraum unter der Bedingung der Schwerelosigkeit durchzuführen.